# Periphery III: Select Difficulty
Albums de Periphery
Juggernaut: Omega
(2015) Periphery IV: Hail Stan
(2019)
Periphery III: Select Difficulty est le cinquième album du groupe de metal progressif américain Periphery, sorti le 22 juillet 2016 sous les labels Sumerian Records et Century Media Records.

## Liste des titres
| 1.    | The Price Is Wrong       | 3:57 |
| 2.    | Motormouth               | 4:50 |
| 3.    | Marigold                 | 7:20 |
| 4.    | The Way the News Goes... | 5:04 |
| 5.    | Remain Indoors           | 6:10 |
| 6.    | Habitual Line-Stepper    | 6:52 |
| 7.    | Flatline                 | 5:51 |
| 8.    | Absolomb                 | 7:44 |
| 9.    | Catch Fire               | 3:54 |
| 10.   | Prayer Position          | 4:37 |
| 11.   | Lune                     | 7:47 |
| 64:06 |                          |      |